# Runtomajärvi
Runtomajärvi är en sjö i Gällivare kommun i Lappland och ingår i Kalixälvens huvudavrinningsområde. Sjön har en area på 0,182 kvadratkilometer och ligger 343,4 meter över havet. Sjön avvattnas av vattendraget Harrijoki.

## Delavrinningsområde
Runtomajärvi ingår i det delavrinningsområde (748711-174120) som SMHI kallar för Mynnar i Ängesån. Medelhöjden är 368 meter över havet och ytan är 14,19 kvadratkilometer. Räknas de 32 avrinningsområdena uppströms in blir den ackumulerade arean 33,15 kvadratkilometer. Harrijoki som avvattnar avrinningsområdet har biflödesordning 4, vilket innebär att vattnet flödar genom totalt 4 vattendrag innan det når havet efter 217 kilometer. Avrinningsområdet består mestadels av skog (82 procent) och sankmarker (12 procent). Avrinningsområdet har 0,88 kvadratkilometer vattenytor vilket ger det en sjöprocent på 6,2 procent.